# ボーイング・レントン工場

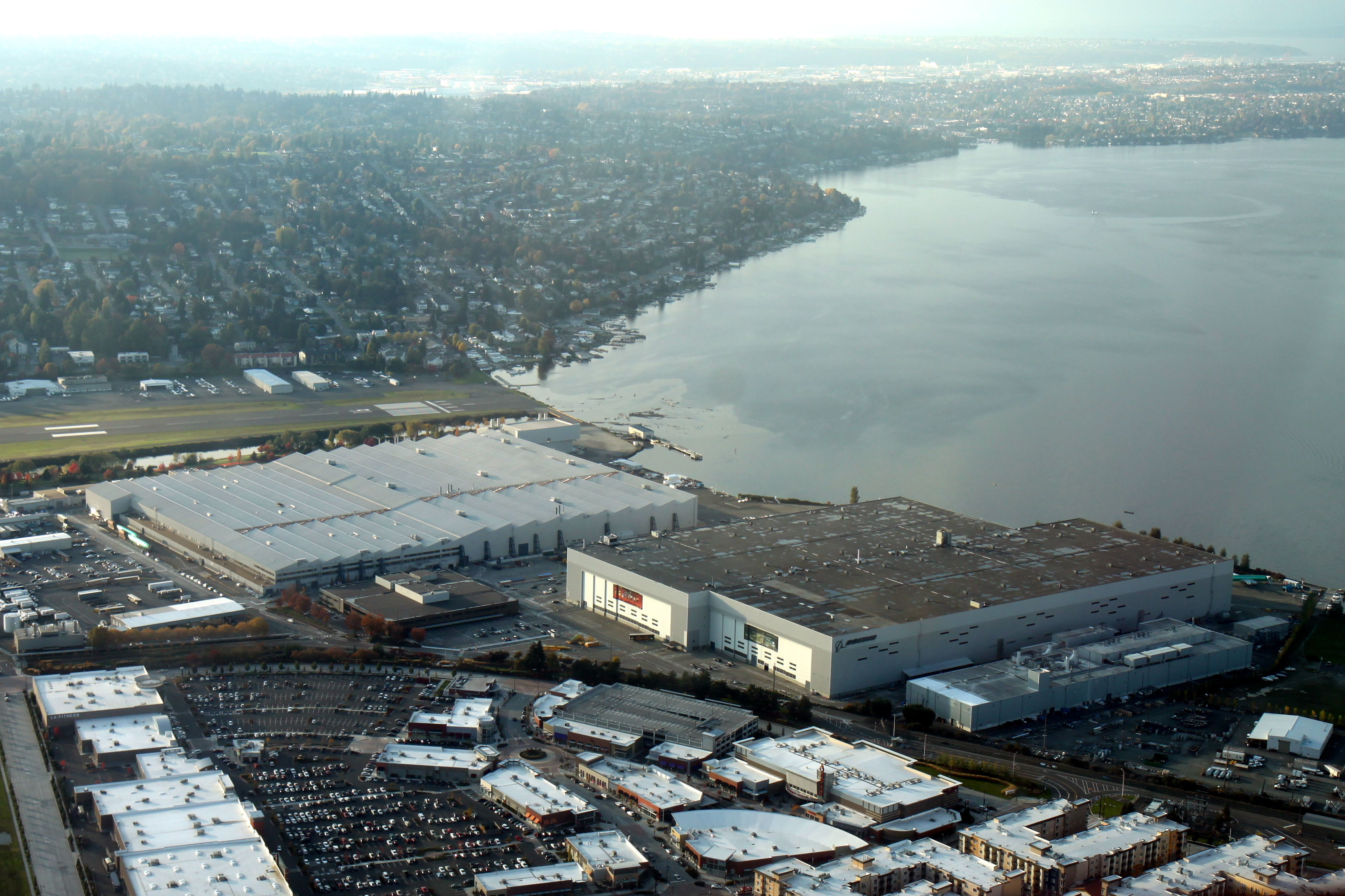
レントン工場、2011年

ボーイング・レントン工場 (Renton Factory) は、アメリカ合衆国ワシントン州レントンにあるボーイング社の飛行機組立工場である。敷地にはレントン市営空港が隣接している。
現在、737NGや新世代の737MAXの製造を行っている。

## 歴史
レントン工場はワシントン湖の埋立地に建設されている。この埋立地は1916年に造成され、1936年まで当地の資産家の個人所有であった。1936年にワシントン州政府に移管され、第二次世界大戦勃発に伴い連邦政府の管轄となった。
このとき、アメリカ海軍はボーイング製の飛行艇"PBB シーレンジャー"の生産を行うため、この埋立地に航空機組立工場を新設し、これが現在のレントン工場の基礎となったのだが、アメリカ軍は陸軍向け大型爆撃機であるB-29の生産を優先し、レントン工場をB-29の製造拠点としたため、PBBは性能的には良好であったにもかかわらず試作のみに終わることとなった。
レントン工場では第二次世界大戦中に約1,000機以上のB-29を生産し、戦後一旦工場は閉鎖されたが、1948年からはB-29の派生型の輸送機であるC-97の製造が始まり、工場の操業は再開された。その後、民間向け大型旅客機の製造も行われ、現在に至っている。

## 製造機体
- ボーイング737NG （700・800・900）
- ボーイング737MAX

### かつて製造した機体
- B-29 スーパーフォートレス - 第二次世界大戦中に1,119機のB-29がレントン工場で生産された[3]。
- C-97 ストラトフレイター - 大戦後、1948年に工場は操業を再開しC-97を943機製造した[3]。
- ボーイング707 / KC-135 ストラトタンカー / ボーイング367-80 - 1950年代より製造終了まで、ボーイング707、707の試作機367-80、および姉妹機種のKC-135の製造が行われた。
- ボーイング727 - 1963年より80年代まで、707の組立棟で727の組立も行われた。
- ボーイング757 - 生産された1,050機 全てがレントン工場で製造されている。